# Piredda Verlag
Der Piredda Verlag ist ein deutscher Comicverlag aus Berlin-Staaken. Er wurde 2008 vom ehemaligen Zack-Redaktionsleiter Mirko Piredda gegründet und ist auf frankobelgische Comics spezialisiert.

## Comicserien (Auswahl)
- Allein
- Cubitus
- Roderic
- Die Gifticks
- Baker Street
- Sherlock Holmes
- W.E.S.T.
- Die Legende vom Changeling
- Der Planwagen des Thespis
- Zarla